# Cavaillon (Haiti)
Cavaillon este o comună din arondismentul Aquin, departamentul Sud, Haiti, cu o suprafață de 214,97 km2 și o populație de 44.276 locuitori (2009).